# Lissapterus notestinei
Lissapterus notestinei es una especie de coleóptero de la familia Lucanidae.

## Distribución geográfica
Habita en Nueva Gales del Sur (Australia).